# Тарханка (Татарстан)
Тарханка (тат. Тархан) — деревня в Аксубаевском районе Республики Татарстан России. Входит в состав Староильдеряковского сельского поселения.

## География
Деревня находится в южной части Татарстана, в лесостепной зоне, в пределах восточной части Заволжской низменности, на правом берегу реки Уишь, к северу от автодороги 16К-0102, на расстоянии примерно 9 километров (по прямой) к северо-востоку от Аксубаева, административного центра района. Абсолютная высота — 145 метров над уровнем моря.

### Климат
Климат характеризуются как умеренно континентальный, с продолжительной умеренно холодной зимой и тёплым влажным летом. Среднегодовая температура воздуха составляет 3,8 °С. Средняя температура воздуха самого холодного месяца (января) — −11,8 °C; самого тёплого месяца (июля) — 19,5 °C. Среднегодовое количество атмосферных осадков составляет 517 мм, из которых около 365 мм выпадает в период с апреля по октябрь.

### Часовой пояс
Деревня Тарханка, как и весь Татарстан, находится в часовой зоне МСК (московское время). Смещение применяемого времени относительно UTC составляет +3:00.

## Население
Население деревни Тарханка в 2011 году составляло 190 человек.

### Национальный состав
Согласно результатам переписи 2002 года, в национальной структуре населения чуваши составляли 99 % из 197 чел.